# Kleine lisdodde
De kleine lisdodde (Typha angustifolia) is een plant uit de lisdoddefamilie (Typhaceae). De plant komt voor langs oevers, op drijftillen en in rietlanden en is geschikt om in een middelgrote of grote vijver te planten.

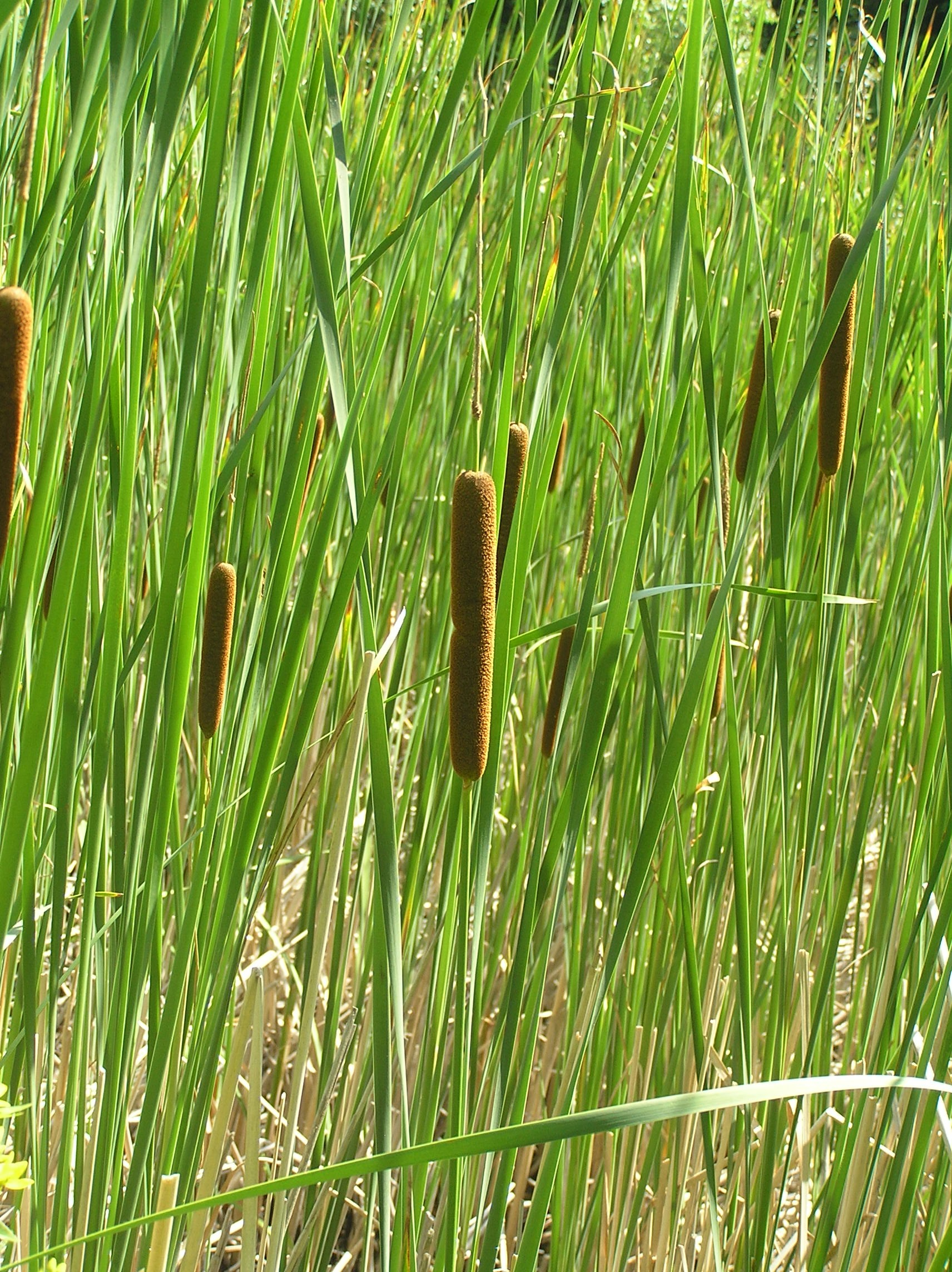
Kleine lisdodde

De kleine lisdodde heeft slanker blad dan de grote lisdodde (Typha latifolia). In hoogte ontlopen ze elkaar niet veel. Een lengte van 2 m is haalbaar. In juni en juli bloeien alle soorten lisdodde met mannelijke en vrouwelijke lichtbruine aren waaraan de bloemen zitten. Bij rijpheid zijn de vrouwelijke aren geel- tot groenachtig. De vrouwelijke bloemen bevinden zich in de oksels van de kleine schutbladen.